# Чля
Чля (рос. Чля) — село у складі Ніколаєвського району Хабаровського краю, Росія. Адміністративний центр Члянського сільського поселення.

## Населення
Населення — 630 осіб (2010; 931 у 2002).
Національний склад (станом на 2002 рік):
- росіяни — 90 %